# Tasiocera (Tasiocera) taylori
Tasiocera (Tasiocera) taylori is een tweevleugelige uit de familie steltmuggen (Limoniidae). De soort komt voor in het Australaziatisch gebied.